# Start 2001
Start 2001 este o fostă revistă românească de informare științifică și tehnică pentru tineretul școlar, cu apariție lunară, cuprinzând literatură științifică pentru copii și povestiri science-fiction. A apărut în 1990 în locul revistei "Start spre viitor". Redactori-șefi ai revistei: Ioan Voicu, Horia Aramă.